# Кубаньжелдормаш
АО «Куба́ньже́лдо́рма́ш» (Армавирский механический весовой завод, Государственный Союзный Армавирский машиностроительный завод, Завод железнодорожного машиностроения) — российское машиностроительное предприятие, производитель сельскохозяйственной техники, путевого механизированного инструмента для строительства, ремонта и текущего содержания железнодорожного пути.

## Названия завода
- с 1933 по 1939 — Армавирский механический весовой завод
- с 1939 по 1992 — Государственный Союзный Армавирский машиностроительный завод
- с 1992 по 2015 — ЗАО «Кубаньжелдормаш»
- с 2015 по наст. время — АО «Кубаньжелдормаш»

## История предприятия
В 1933 году в Армавире завершилось строительство кузнечного и механического цехов нового завода, который получил название 30 августа 1933 года и стал называться «Армавирский механический весовой завод». Спустя 6 лет, в 1939 году завод был передан в систему Центрального управления заводами железнодорожного машиностроения НКПС. Тогда же завод сменил название на «Государственный Союзный Армавирский машиностроительный завод».
В годы Великой Отечественной войны завод был переориентирован на выпуск продукции для военных нужд, такой как: артиллерийские снаряды, бомбосбрасыватели, печки для теплушек. В 1942 году город Армавир был захвачен немецкими войсками, завод был вынужден приостановить свою работу. После освобождения города завод был восстановлен, и к 1950 году объём выпускаемой продукции достиг довоенного уровня.
С 1967 года начался выпуск железнодорожного оборудования.
В 1992 году предприятие вышло из состава Минтяжмаша, акционировалось и получило название ЗАО «Кубаньжелдормаш».
В 1995 году завод был удостоен статуса «Лидер Российской экономики».
С 1995 года завод начал выпуск гидравлического оборудования, с 1999 года к номенклатуре выпускаемой продукции добавился электроинструмент. В 2000 году началась модернизация производственных мощностей предприятия. В 2006 году на заводе была установлена собственная газопоршневая электростанция, полностью обеспечивающая нужды предприятия. В 2013 году в литейном цехе ЗАО «Кубаньжелдормаш» начала работать новая формовочная линия английской компании Omega Foundry Ltd. линия по формовке ХТС.
Летом 2013 года акционеры предприятия утвердили смелую и амбициозную программу «КЖДМ 2013—2020», призванную за 7 лет не только кардинально изменить текущее состояние инфраструктуры завода, но и заложить фундамент для дальнейшего развития предприятия в будущем. В мае 2015 года, согласно федеральному закону 05.05.2014 N 99-ФЗ, предприятие переименовано в АО «Кубаньжелдормаш».
В марте 2016 года в интернете был отмечен взрывной интерес к заводу «Кубаньжелдормаш». Причиной этого интереса стал блог завода в социальной сети «Facebook», публикации в котором обратили на себя внимание огромного количества пользователей, интересующихся состоянием российского машиностроения.
Летом 2017 года была введена в эксплуатацию машина Kurtz AL 13-13 SC для литья алюминия и его сплавов под низким давлением в кокиль и разовые песчаные формы.
Осенью 2017 года в малярном крыле сборочного цеха была введена в эксплуатацию новая покрасочная камера KIESS (Германия). Камера располагает комбинированной установкой приток/вытяжка/рециркуляция производительностью 30 000 м³/ч с газовой горелкой Weishaupt. Также камера оснащена транспортной тележкой с пневмоприводом грузоподъемностью 10 тонн.
С 2017 года началось серийное производство сельскохозяйственной техники для почвообработки: бороны, культиваторы, оборотные плуги, тяжелые бороны и глубокорыхлители.

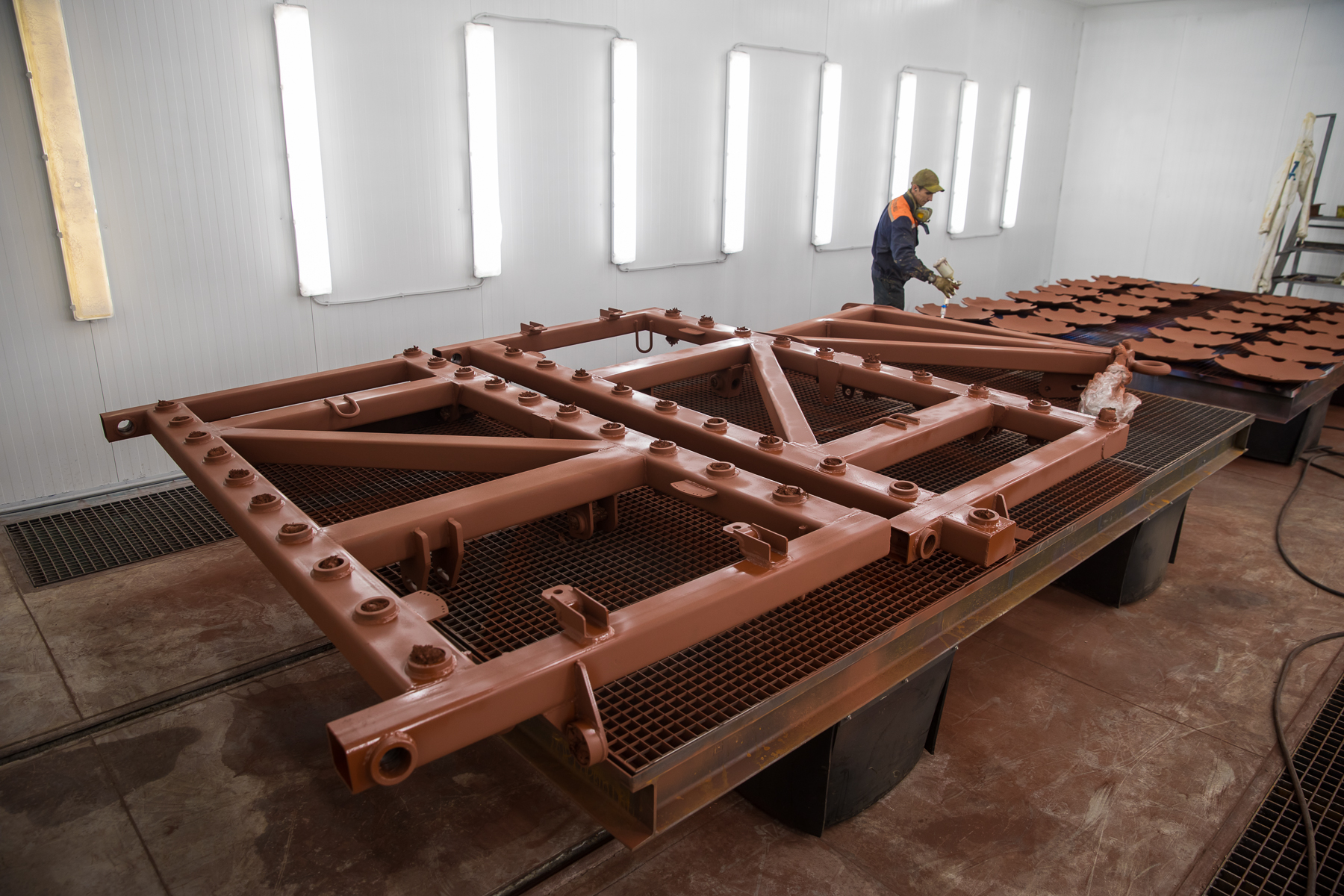
Новая покрасочная камера SAIMA
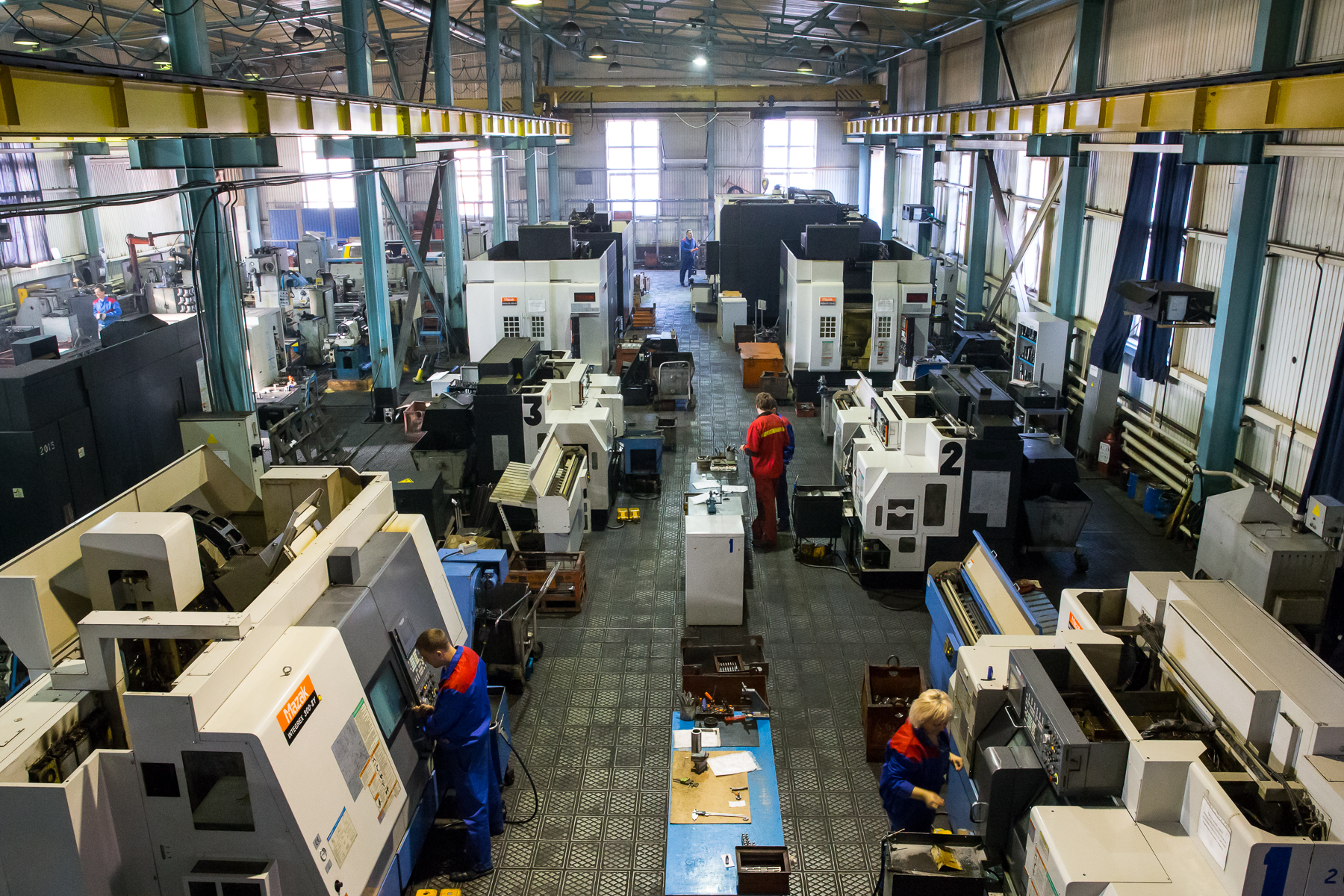
Механический цех АО «Кубаньжелдормаш»
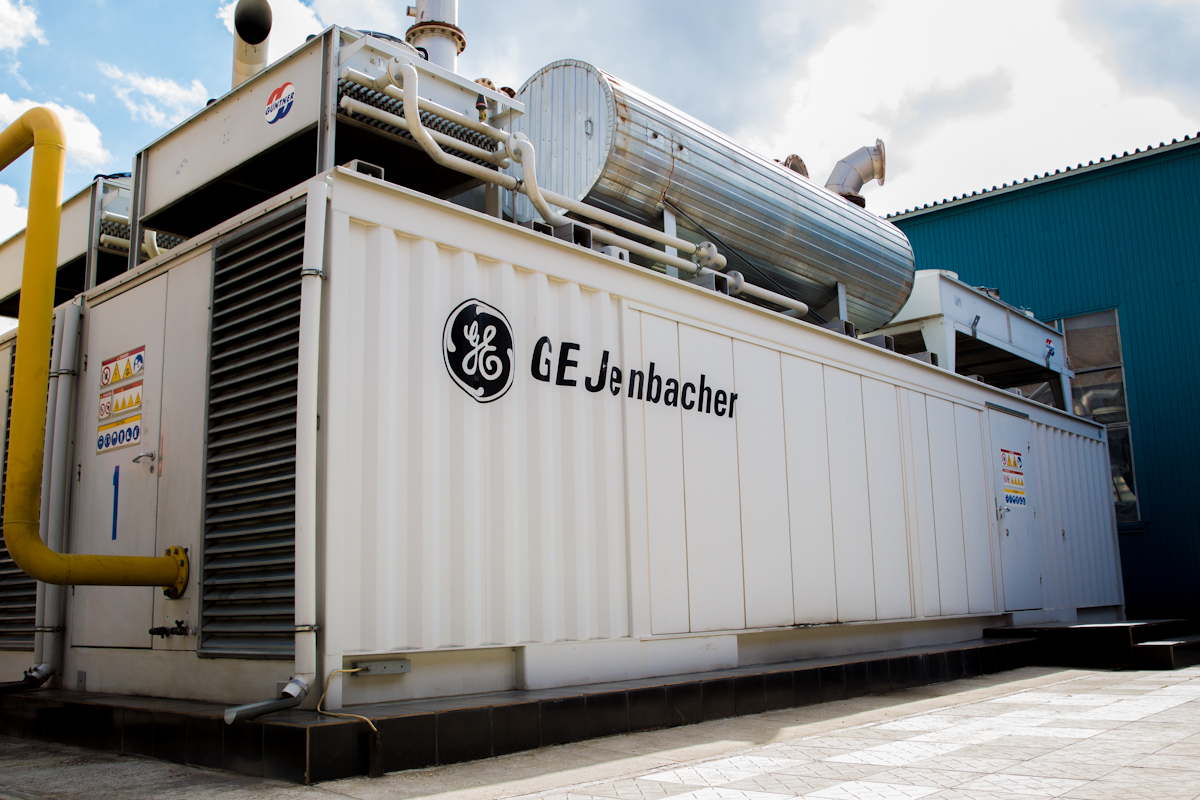
Газопоршневая станция General Electric Jenbacher J320GS
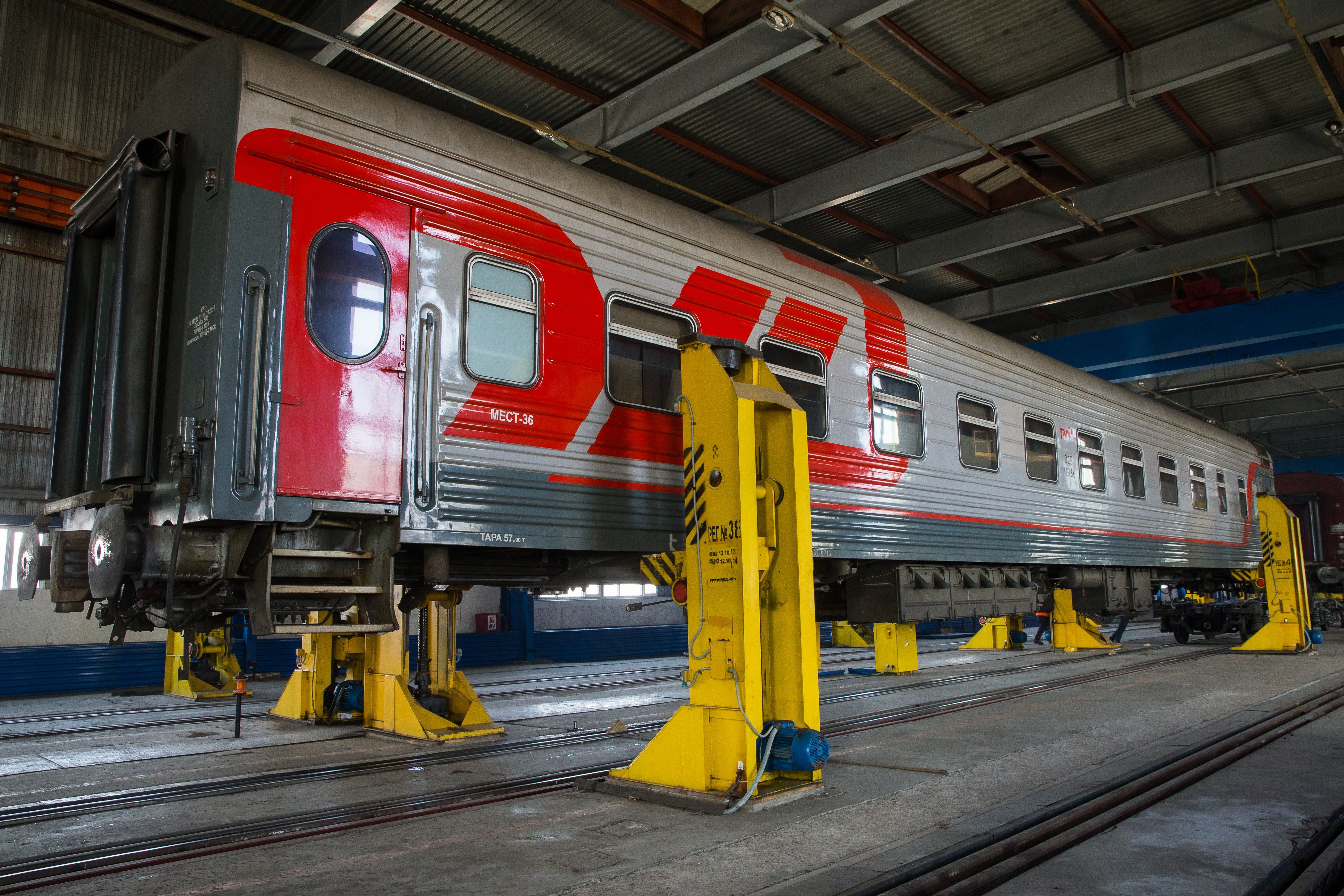
Стационарные домкратные установки в депо

## Продукция
Основу выпускаемой заводом продукции составляет железнодорожный путевой инструмент, домкраты УДС, УДП, КПВ, КПЛ, УД для локомотивов и вагонов, унифицированное съёмное оборудование УСО-4, реечные домкраты, гидравлические домкраты, машины для обслуживания рельсовых скреплений АРС-4 и Пандрол-350, галтовочные барабаны, обдирочные станки, дисковые отрезные станки, гильотинные ножницы для резки листового металла.
Также выпускается мерительный инструмент, тормозное оборудование для подвижного состава, монтажно-тяговые механизмы (ручные лебёдки), жидкое стекло, стальное и чугунное литье и т. д.

## Директоры завода
- с 1937 по 1963 год – Соболев В.Д.
- с 1963 по 1978 год – Редчанский Н.Ф.
- с 1978 по 1980 год – Фатеев Ю.А.
- с 1980 по 1982 год – Никулин В.И.
- с 1982 по 1988 год – Бондарев В.Н.
- с 1988 по 2013 год — Е. М. Шишов[2][8]
- с 2013 по 2016 год — Л. А. Шишова[8]
- с 2016 года — А. С. Щукин